# مطثية خضراء
مطثية خضراء (الاسم العلمي: Clostridium viride) هي نوع من البكتيريا يتبع جنس المطثية من الفصيلة المطثاوية.